# Корпус Гиппократа

Magni Hippocratis medicorum omnium facile principis, opera omnia quae extant, 1657

«Сборник Гиппократа» (лат. «Corpus Hippocraticum») — сборник сочинений древнегреческого целителя, врача и философа Гиппократа. По мнению исследователей, часть сочинений имеет другое авторство.
Имя знаменитого врача Гиппократа, заложившего основы медицины как науки, связано с разнородной коллекцией медицинских трактатов, известной как Гиппократовский корпус. Подавляющее большинство сочинений Корпуса было составлено между 430 и 330 годами до н. э. Они были собраны в эллинистическое время, в середине III века до н. э. в Александрии.
Комментаторы данного сборника ещё в античное время (в частности, Гален) отметили неоднородность стиля и противоречивость содержания Гиппократовского корпуса. Одни предположили, что Гиппократ прожил очень долго и, следовательно, некоторые сочинения написал молодым, а другие в старости. Другие считали, что было целых семеро людей, членов семейства Гиппократа, труды которых также вошли в Гиппократовский корпус (среди них сыновья Фесалл и Драконт, зять Полиб).
Из них принадлежащими непосредственно Гиппократу исследователи признают от 8 до 18 сочинений. Согласно Трохачёву, среди историков медицины и исследователей Гиппократовского корпуса существует множество разногласий о принадлежности того или иного сочинения непосредственно Гиппократу. Трохачёв проанализировал работы четверых специалистов — Э. Литтре, К. Дейхгребера, М. Поленца и В. Нестле. Буквами Л, Д, П и Н соответственно отмечены трактаты, которые указанные авторы считают «истинно гиппократовыми».
Гиппократовский корпус состоит из следующих сочинений:
Этика и деонтология
1. Клятва (Л) 

2. Закон (Л) 

3. О враче 

4. О благоприличии 

5. Наставление
Общая медицина
6. Об искусстве 

7. О древней медицине (Л)
Теория медицины. Анатомия. Физиология. Патология
8. Об анатомии 

9. О сердце 

10. О мясе 

11. О железах 

12. О природе костей 

13. О природе человека (Д) 

14. О семени 

15. О природе ребёнка 

16. О болезнях. Кн. 4 

17. О пище 

18. О соках (Д) 

19. О ветрах 

20. О кризисах 

21. О критических днях 

22. О седьмерицах 

23. О воздухе, водах и местностях (Л, Д, П, Н)
Диетология
24. О диете (Н) 

25. О диете, или о сновидениях
Прогностика
26. Прогностика (Л, Д, П, Н) (др.-греч. Προγνωστικόν, русский аналог — Прогнозирование) 

27. Косские прогнозы 

28. Предсказания
Частная патология и терапия
29. Эпидемии (Л, Д, П, Н) 

30. О диете при острых болезнях. Кн. 1 (Л) 

31. О диете при острых болезнях. Кн. 2 

32. О страданиях (περί παθών, de affectionibus)

33. О болезнях. Кн. 1—3  (περί νόύσων, de morbis)

34. О внутренних страданиях (περί τϖν έντος παθϖν; de affectionibus internis)

35. О священной болезни (Д, П, Н) 

36. О местах в человеке 

37. Об употреблении жидкостей
Хирургия
38. О врачебном кабинете 

39. О переломах (Л, Д, П, Н) 

40. О вправлении суставов (Л, Д, П, Н) 

41. Книга о рычаге (Л, Д, Н) 

42. О ранах головы (Л) 

43. О ранах и язвах 

44. О геморроидах 

45. О фистулах
Глазные болезни
46. О зрении
Акушерство и гинекология
47. О болезнях девушек 

48. О природе женщины 

49. О женских болезнях 

50. О бесплодии 

51. О сверхоплодотворении 

52. О семимесячном плоде 

53. О восьмимесячном плоде 

54. Об эмбриотомии
Детские болезни
55. О прорезывании зубов
Резюме ко всем разделам
56. Афоризмы (Л, Н)
Биографические легенды
57. Письма 

58. Декрет афинян 

59. Речь при жертвеннике 

60. Речь Фесалла о посольстве к афинянам
Впервые на русский язык был переведён Матвеем Яковлевичем Мудровым.